# Discovery Wings (canal de televisão)
Discovery Wings foi um canal de televisão britânico dedicado a documentários sobre aeronaves e uma extensão da marca Wings, um programa de documentário básico do Discovery Channel ao longo da década de 1990. Nos Estados Unidos foi substituído pelo Military Channel, que ainda tem grande parte de sua programação voltada para a aviação militar.
No Reino Unido, o Discovery Wings foi substituído pelo Discovery Turbo em 1º de março de 2007.